# Andrzej Rościszewski
Andrzej Rościszewski (ur. 2 sierpnia 1930 w Żabieńcu, zm. 16 sierpnia 2019 w Warszawie) – polski prawnik, adwokat, członek Trybunału Stanu (2015–2019).

## Życiorys
Syn Adama i Marii. Ukończył studia prawno-ekonomiczne na Wydziale Prawa Uniwersytetu Warszawskiego. Uzyskał uprawnienia radcy prawnego i adwokata. Praktykował w tych zawodach w jednym z zespołów adwokackich, następnie w ramach prywatnej kancelarii prawniczej w Warszawie. Był zastępcą dziekana, a od 1989 do 1995 pełnił funkcję dziekana Okręgowej Rady Adwokackiej w Warszawie. W pierwszej połowie lat 90. był koordynatorem powołanej z inicjatywy NSZZ „Solidarność” Społecznej Komisji Konstytucyjnej, która opracowała obywatelski projekt konstytucji.
Pełnił funkcję doradcy prezydenckiego ministra Jerzego Grohmana, likwidatora organizacji Caritas Zrzeszenie Katolików Świeckich, przewodniczącego rad nadzorczych PKO BP oraz Polskiego Górnictwa Naftowego i Gazownictwa, powołany także w skład rady Fundacji „Dzieło Nowego Tysiąclecia”.
18 listopada 2015 z rekomendacji Prawa i Sprawiedliwości wybrany przez Sejm VIII kadencji na członka Trybunału Stanu w którym zasiadał do końca kadencji w 2019.
Andrzej Rościszewski zajmował się również żeglarstwem. Został jachtowym kapitanem żeglugi wielkiej i działaczem Polskiego Związku Żeglarskiego. Był autorem książek podróżniczych.
Odznaczony Orderem Świętego Sylwestra oraz Krzyżem Oficerskim Orderu Odrodzenia Polski (2017). W 2010 uhonorowany Wielką Odznaką Adwokatura Zasłużonym. W 2021 odsłonięto jego tablicę w Alei Żeglarstwa Polskiego w Gdyni.